# Pro urodov i ljudej
Pro urodov i ljudej (russisk: Про уродов и людей) er en russisk spillefilm fra 1998 af Aleksej Balabanov.

## Medvirkende
- Dinara Drukarova som Liza Radlova
- Sergej Makovetskij som Iogan
- Vadim Prokhorov som F.F. Putilov
- Viktor Sukhorukov som Viktor Ivanovitj
- Aleksandr Mezentsev som Andrej Stasov